# Iga vas
Iga vas este o localitate din comuna Loška Dolina, Slovenia, cu o populație de 212 locuitori.